# Monuments Men

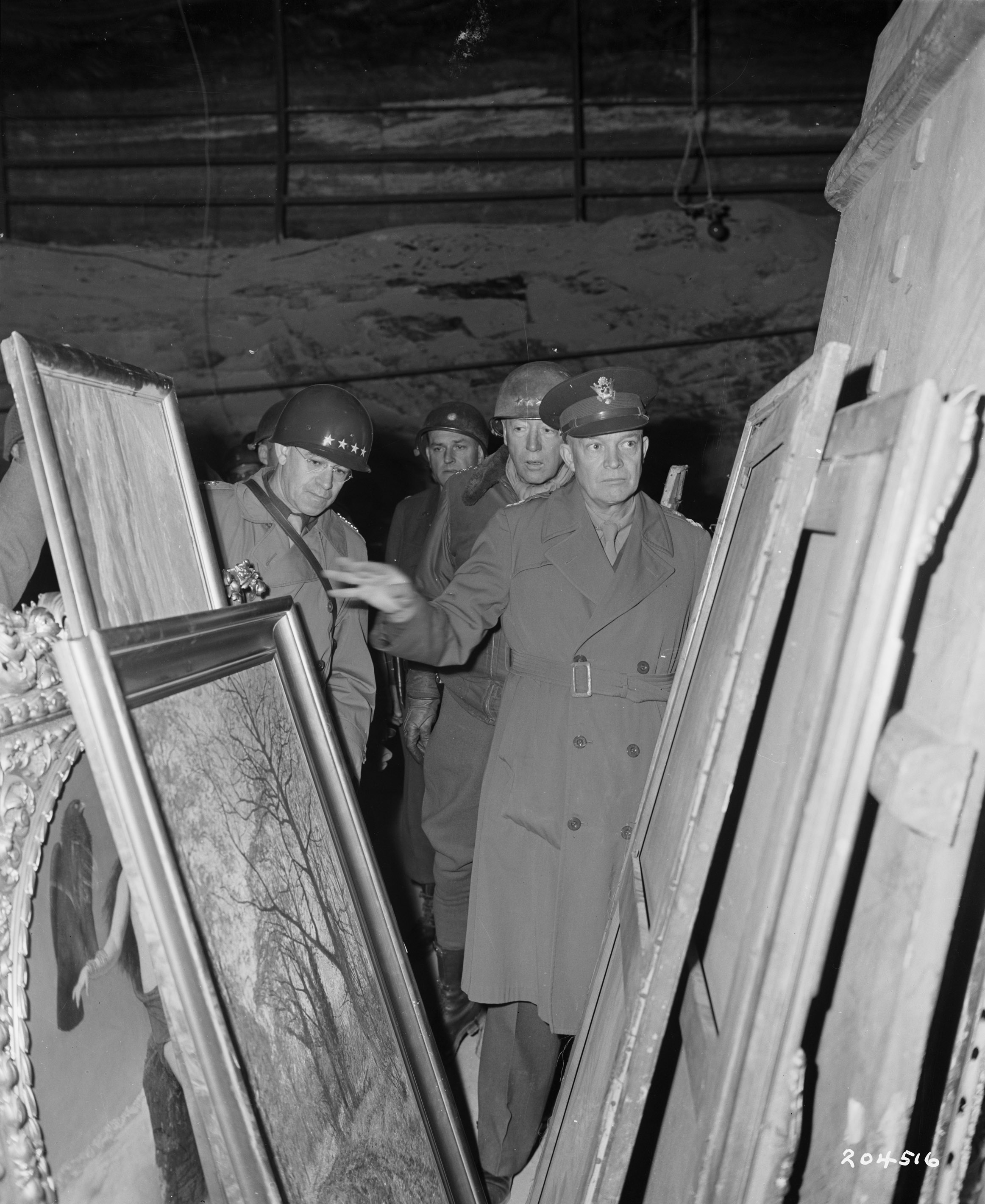
Eisenhower inspecteert kunstwerken in de zoutmijn van Merkers (1945)

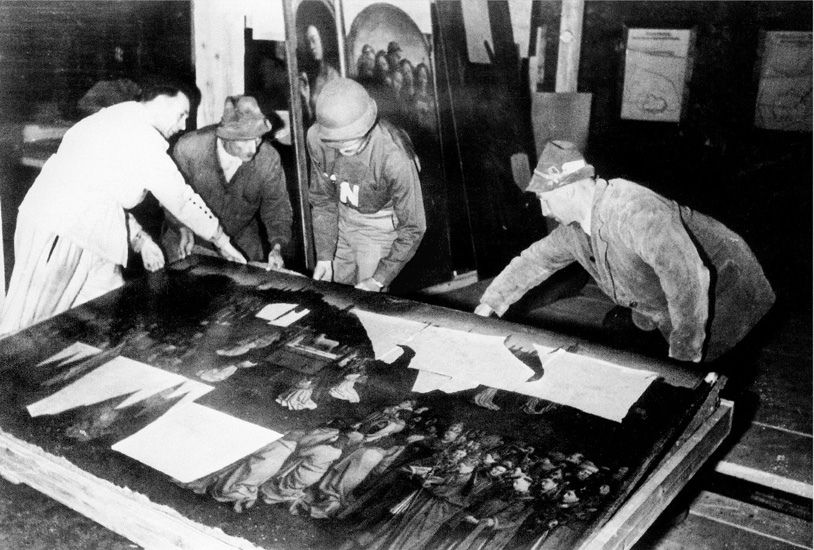
Het Lam Gods teruggevonden in de zoutmijn van Altaussee

Monuments Men was tijdens de Tweede Wereldoorlog een door de geallieerden in 1943 gevormde militaire groep van ongeveer 350 mannen en vrouwen, gerekruteerd uit veertien verschillende landen, met een overwicht uit de Verenigde Staten. De groep droeg de naam Monuments, Fine Arts, and Archives (MFAA).

## Geschiedenis
De meeste leden van deze sectie waren gerekruteerd op basis van hun verworven kennis als museumdirecteur, conservator, kunsthistoricus, archivaris, architect, pedagoog of kunstenaar. Het enige doel van de sectie was zoveel als mogelijk cultureel erfgoed te redden van vernieling en de kunstwerken terug te vinden die door Adolf Hitler en de nazi's gestolen waren.
De MFAA speelde een belangrijke rol bij het opsporen van de geroofde kunst. Diverse kunstopslagplaatsen van de nazi's werden door de monumentenmannen gelokaliseerd en veiliggesteld. Opslagplaatsen bevonden zich onder meer in een zoutmijn van Merkers in Thüringen, in het Beierse slot Neuschwanstein en in een zoutmijn bij het Oostenrijkse dorp Altaussee. In Altaussee werden onder andere het Gentse Lam Gods van de gebroeders Van Eyck, de Brugse Madonna van Michelangelo en Vermeers De astronoom ongeschonden aangetroffen. Lokale mijnwerkers en hun directie hadden het plan van de nazi's om de mijn te doen ontploffen met succes gedwarsboomd.
De opdracht was niet zonder gevaren, vooral niet wanneer de leden van de sectie zich binnen de frontlinies waagden om kunstwerken te lokaliseren en terug te winnen. Twee leden sneuvelden tijdens beschermingsacties. Na de oorlog bleef een contingent van verschillende honderden leden actief in Duitsland, Oostenrijk en Italië om de teruggave van gestolen kunstwerken te coördineren en terug te bezorgen naar waar ze gestolen waren. Ze organiseerden ook tijdelijke tentoonstellingen of muziekuitvoeringen, als eerste culturele activiteiten in de verwoeste gebieden van Duitsland, van Oostenrijk en ook van Japan.
Toen de Monuments Men in 1951 ontbonden werden, hadden ze ongeveer 5 miljoen gestolen kunstobjecten naar het land van oorsprong terug bezorgd.
Teruggekeerd naar het burgerleven, hernamen de meesten onder de leden van de sectie hun activiteiten in talrijke culturele en pedagogische instituten, in de Verenigde Staten, in Engeland en in andere westerse landen. Men vond vroegere leden terug, onder meer aan het hoofd van het Metropolitan Museum of Art, het MoMA, de National Gallery of Art, het Cleveland Museum of Art, het Toledo Museum of Art, het Nelson-Atkins Museum of Art, het Victoria and Albert Museum, het Courtauld Institute of Art en de Tate Gallery. Een voormalig lid stichtte het New York City Ballet.
De in 1954 aanvaarde Conventie van Den Haag voor de bescherming van culturele goederen in geval van gewapende conflicten, was gebaseerd op de ervaringen van de Monuments Men tijdens en na de Tweede Wereldoorlog.
In 1946 werd de lijst van de leden van de Sectie, opgesteld door kapitein Edith A. Standen, aangeboden aan president Harry Truman. Deze lijst, behalve enkele uitzonderingen of toevoegingen, wordt bewaard door de Monuments Men Foundation.
In 2007 werden de Monuments Men door de Amerikaanse overheid onderscheiden met de National Humanities Medal.
Tot de Monuments Men behoorden negen Belgen en veertien Nederlanders.

## Belgische leden
- Marcel Amand
- Frans Baudouin
- Paul Broerman
- Paul Coremans
- Joseph De Beer
- P. G. de Marteau
- Emile Langui
- Raymond M. Lemaire
- Leo Van Puyvelde

## Nederlandse leden
- Karel Boon
- René François Paul de Beaufort
- Ary de Vries
- Dirk Petrus Marius Graswinckel
- Marcel Keezer
- David Röell
- Jack Schoonbrood
- H. J. Stach
- Hendrik van der Haut
- R. J. Verschoor van Nisse
- Jan Vlug, wellicht Jan Vlug (18 februari 1921 - Sliedrecht, 12 september 1985), of Jean Vlug drs. Captain Royal Netherlands Army (bron: DBM 05441-datum 25-12-1945)
- Alphonsus Vorenkamp
- N. R. A. Vroom
- Louis Wijsenbeek

## Boek en verfilming
De geschiedenis van de MFAA werd voor het eerst geschreven in 1994 door Lynn H. Nicholas in zijn boek The rape of Europa en opnieuw in 2009 door Robert M. Edsel in het boek The Monuments Men: Allied Heroes, Nazi Thieves and the Greatest Treasure Hunt in History, dat in Nederland in 2010 werd uitgegeven als De kunstbrigade.
In maart 2013 begon de Amerikaanse acteur en regisseur George Clooney met het verfilmen van het boek van Robert M. Edsel. De film The Monuments Men kwam in februari 2014 in de bioscopen.